# バセ・サンタ・ス
バセ・サンタ・ス（Basse Santa Su）は、ガンビア東部の上流地方の首府。
一般的には「バセ」と呼ばれている。
ガンビア東部の商業中心地であり、セネガルやマリなど近隣地域からの商人が多い。
2009年の人口は約1.8万人。